# PR-412
A Rodovia PR-412 é uma estrada pertencente ao governo do Paraná que começa na divisa com Santa Catarina, na altura do município de Garuva e cruza boa parte do litoral do Paraná até a cidade de Pontal do Paraná.

## Denominações
- Rodovia Máximo Jamur, no trecho entre a divisa com Santa Catarina e o entroncamento com a PR-407 em Praia de Leste, de acordo com a Lei Estadual 9.865 de 20 de dezembro de 1991.
- Rodovia Engenheiro Darci Gomes de Morais, no trecho entre os Balneários Praia de Leste e Pontal do Sul, município de Pontal do Paraná, de acordo com a Lei Estadual 10.440 de 30 de agosto de 1993.[1]

## Trechos da Rodovia
A rodovia possui uma extensão total de aproximadamente 67,4 km (66,2 km de estradas mais 1,2 km do trecho de Ferryboat), sendo dividida em 12 trechos:
| Ponto de referência                                              | Extensão do trecho | Extensão acumulada | Situação    |
| ---------------------------------------------------------------- | ------------------ | ------------------ | ----------- |
| Divisa PR/SC - Garuva (Santa Catarina)                           | ---                | 0 km               | ---         |
| Entroncamento PR-808 (acesso a Itapoá)                           | 8,3 km             | 8,3 km             | Pavimentado |
| Acesso ao Balneário de Coroados (em Guaratuba)                   | 4,1 km             | 12,4 km            | Pavimentado |
| Guaratuba (Avenida António Correa)                               | 7,4 km             | 19,8 km            | Pavimentado |
| Guaratuba (Corpo de Bombeiros)                                   | 1,6 km             | 21,4 km            | Pavimentado |
| Entroncamento PR-807 (Guaratuba)                                 | 0,6 km             | 22,0 km            | Pavimentado |
| Ferry-Boat da Baía de Guaratuba (Travessia de Balsa - Guaratuba) | 0,6 km             | 22,6 km            | Pavimentado |
| Ferry-Boat da Baía de Guaratuba (Travessia de Balsa - Caiobá)    | 1,2 km             | 23,8 km            | ---         |
| Entroncamento PR-508 (Matinhos)                                  | 6,8 km             | 30,6 km            | Pavimentado |
| Matinhos (Caiobá)                                                | 0,7 km             | 31,3 km            | Pavimentado |
| Acesso PR-508 (Matinhos)                                         | 0,3 km             | 31,6 km            | Pavimentado |
| Entroncamento PR-407 (Praia de Leste)                            | 14,4 km            | 46,0 km            | Pavimentado |
| Pontal do Paraná (Pontal do Sul)                                 | 17,9 km            | 63,9 km            | Pavimentado |
| Ponta do Poço                                                    | 3,5 km             | 67,4 km            | Pavimentado |

Extensão pavimentada: 66,2 km (100,00%)
Extensão duplicada: 0,0 km (0,00%)

## Municípios atravessadas pela rodovia
- Garuva (Santa Catarina)
- Guaratuba
- Matinhos
- Pontal do Paraná